# Emil Voigt
Pour les articles homonymes, voir Voigt.
Emil Voigt (né le 31 janvier 1883 à Ardwick - mort le 15 octobre 1973 à Auckland) est un ancien athlète britannique spécialiste des courses de fond. 

## Carrière
Originaire de Manchester, correspondant sportif occasionnel du Guardian, végétarien par conviction, Voigt est quasi inconnu au moment où il prend part aux Jeux olympiques d'été de 1908 à Londres. Il s'engage dans l'épreuve du cinq miles, qu'il n'a pourtant jamais courue en compétition, et n'a pas d'entraîneur. Il se blesse au pied lors des préliminaires, mais remporte aisément la finale en 25 minutes et 11,2 secondes, établissant un record olympique qui subsiste à ce jour, puisque c'est la dernière fois que cette épreuve figure aux Jeux. Il est le premier Britannique à remporter l'or en course de fond aux Jeux olympiques, et le seul pendant plus d'un siècle avant que Mo Farah ne remporte l'épreuve du 10 000 m aux Jeux de 2012.
Voigt remporte par la suite plusieurs autres compétitions d'athlétisme, mais ne participe jamais plus aux J.O.. En 1911, il s'installe en Australie, « où il devient un pionnier dans le champ de la télédiffusion radio ». Il s'installe par la suite en Nouvelle-Zélande en 1947.

## Palmarès

### Jeux olympiques d'été
- Jeux olympiques d'été de 1908 à Londres,  Royaume-Uni
  -  Médaille d'or sur 5 miles